# Staronići
Staronići är ett samhälle i Bosnien och Hercegovina.   Det ligger i entiteten Republika Srpska, i den sydöstra delen av landet, 70 km sydost om huvudstaden Sarajevo. Staronići ligger 1 159 meter över havet och antalet invånare är 130.
Terrängen runt Staronići är kuperad. Närmaste större samhälle är Goražde, 17,5 km nordväst om Staronići. 
I omgivningarna runt Staronići växer i huvudsak blandskog. Runt Staronići är det ganska tätbefolkat, med 67 invånare per kvadratkilometer.